# Grand Prix-wegrace van Frankrijk 1977
De Grand Prix-wegrace van Frankrijk 1977 was de zesde race van het wereldkampioenschap wegrace-seizoen 1977. De races werden verreden op 28 en 29 mei 1977 op het Circuit Paul Ricard nabij Le Castellet, Frankrijk.

## Algemeen
Zoals in eerdere jaren waren er in Frankrijk weer veel te veel rijders uitgenodigd. De drukte in de trainingen was zo groot, dat GP-winnaars als Víctor Palomo, Chas Mortimer en Walter Villa zich in enkele klassen niet eens konden kwalificeren. Voor minder dan 40 startplaatsen meldden zich in de 350cc-klasse 160 kandidaten en voor de 250cc-klasse 160.

## 500 cc
Eigenlijk was Giacomo Agostini de ster van de 500cc-race in Frankrijk, maar hij moest een inhaalrace rijden. Hij verbeterde het ronderecord en wist uiteindelijk slechts 4 seconden achter Barry Sheene te finishen. Sheene was eigenlijk voorbijgelaten door Steve Baker, die acht ronden aan de leiding reed maar door een losgeschoten tankdop werd gehinderd. De benzine spoot ook achtervolger Sheene onder en Baker liet hem passeren om vervolgens genoegen te nemen met de tweede plaats. Uiteindelijk kostte deze fout van de monteurs de manager van het Yamaha-team zijn baan.

### Uitslag 500 cc
| Pos | Coureur               | Merk     | Tijd       | Grid | Punten |
| --- | --------------------- | -------- | ---------- | ---- | ------ |
| 1   | Barry Sheene          | Suzuki   | 48' 00" 73 | 2    | 15     |
| 2   | Giacomo Agostini      | Yamaha   | +3" 34     | 7    | 12     |
| 3   | Steve Baker           | Yamaha   | +15" 64    | 1    | 10     |
| 4   | Gianfranco Bonera     | Suzuki   | +18" 17    | 6    | 8      |
| 5   | Philippe Coulon       | Suzuki   | +19" 74    | 5    | 6      |
| 6   | Steve Parrish         | Suzuki   | +23" 77    | 12   | 5      |
| 7   | Teuvo Länsivuori      | Suzuki   | +30" 48    | 9    | 4      |
| 8   | Virginio Ferrari      | Suzuki   | +30" 68    | 4    | 3      |
| 9   | Armando Toracca       | Suzuki   | +40" 89    | 8    | 2      |
| 10  | Pat Hennen            | Suzuki   | +55" 55    | 11   | 1      |
| 11  | Christian Estrosi     | Suzuki   | +1' 00" 25 | 13   |        |
| 12  | Boet van Dulmen       | Suzuki   | +1' 10" 77 | 14   |        |
| 13  | Warren Willing        | Yamaha   | +1' 12" 95 | 18   |        |
| 14  | John Woodley          | Suzuki   | +1' 55" 22 | 19   |        |
| 15  | Gianni Rolando        | Suzuki   | +2' 07" 59 | 30   |        |
| 16  | Jean-Philippe Orban   | Suzuki   | +1 ronde   | 24   |        |
| 17  | Helmut Kassner        | Suzuki   | +1 ronde   | 34   |        |
| 18  | Markku Matikainen     | Suzuki   | +1 ronde   | 37   |        |
| 19  | Carlos de San Antonio | Suzuki   | +1 ronde   | 28   |        |
| DNF | Michel Rougerie       | Suzuki   |            | 3    |        |
| DNF | Marco Lucchinelli     | Suzuki   |            | 10   |        |
| DNF | Nico Cereghini        | Suzuki   |            | 15   |        |
| DNF | Wil Hartog            | Suzuki   |            | 16   |        |
| DNF | Toni Mang             | Suzuki   |            | 17   |        |
| DNF | John Williams         | Suzuki   |            | 20   |        |
| DNF | Bernard Fau           | Suzuki   |            | 23   |        |
| DNF | Stu Avant             | Suzuki   |            | 21   |        |
| DNF | André Pogolotti       | Suzuki   |            | 27   |        |
| DNF | Hervé Moineau         | Suzuki   |            | 33   |        |
| DNF | John Newbold          | Suzuki   |            | 22   |        |
| DNF | Max Wiener            | Suzuki   |            | 25   |        |
| DNF | Alex George           | Suzuki   |            | 29   |        |
| DNF | Karl Auer             | Yamaha   |            | 32   |        |
| DNF | Børge Nielsen         | Suzuki   |            | 31   |        |
| DNF | Graziano Rossi        | Suzuki   |            | 26   |        |
| DNF | Claude Ben El Hadj    | Suzuki   |            | 35   |        |
| DNS | Daniel Rouge          | Yamaha   |            | 36   |        |
| DNQ | Hans-Otto Butenuth    | Yamaha   |            | 38   |        |
| DNQ | Eric Offenstadt       | onbekend |            | 41   |        |
| DNQ | Jack Findlay          | Suzuki   |            | 47   |        |

## 350 cc
Alan North leidde na de eerste ronde in Frankrijk. Hij werd gepasseerd door Takazumi Katayama en toen North uitviel was de spanning uit de race. Katayama werd eerste en Jon Ekerold werd ook niet bedreigd op de tweede plaats, terwijl Bruno Kneubühler ook met een behoorlijke voorsprong op Vic Soussan derde werd.

### Uitslag 350 cc
| Pos | Coureur              | Merk              | Tijd              | Grid | Punten |
| --- | -------------------- | ----------------- | ----------------- | ---- | ------ |
| 1   | Takazumi Katayama    | Yamaha            | 49' 23" 00        | 2    | 15     |
| 2   | Jon Ekerold          | Yamaha            | +24" 77           | 1    | 12     |
| 3   | Bruno Kneubühler     | Yamaha            | +44" 44           | 6    | 10     |
| 4   | Vic Soussan          | Yamaha            | +48" 49           | 3    | 8      |
| 5   | Eero Hyvärinen       | Yamaha            | +48" 78           | 9    | 6      |
| 6   | John Dodds           | Yamaha            | +49" 80           | 7    | 5      |
| 7   | Tom Herron           | Yamaha            | +54" 68           | 10   | 4      |
| 8   | Olivier Chevallier   | Yamaha            | +1' 04" 55        | 11   | 3      |
| 9   | Pekka Nurmi          | Yamaha            | +1' 04" 97        | 27   | 2      |
| 10  | John Newbold         | Yamaha            | +1' 13" 71        | 29   | 1      |
| 11  | Giacomo Agostini     | Yamaha            | +1' 38" 90        | 22   |        |
| 12  | Jean-Claude Hogrel   | Yamaha            | +2' 04" 15        | 28   |        |
| 13  | Børge Nielsen        | Yamaha            | +2' 09" 55        | 25   |        |
| 14  | Thierry Espié        | Yamaha            | +2' 20" 82        | 19   |        |
| 15  | Helmut Kassner       | Yamaha            | +3' 05" 02        | 13   |        |
| 16  | Bernard Fau          | Yamaha            | +1 ronde          | 12   |        |
| 17  | Ken Nemoto           | Yamaha            | +1 ronde          | 15   |        |
| 18  | Pierre Soulas        | Yamaha            | +1 ronde          | 37   |        |
| 19  | Roland Faesser       | Yamaha            | +1 ronde          | 38   |        |
| 20  | Pierre Tocco         | Yamaha            | +1 ronde          | 32   |        |
| DNF | Patrick Pons         | Yamaha            | val               | 4    |        |
| DNF | Alan North           | Yamaha            |                   | 5    |        |
| DNF | Eric Saul            | Yamaha            |                   | 8    |        |
| DNF | Vanes Francini       | Yamaha            |                   | 14   |        |
| DNF | Michel Frutschi      | Yamaha            |                   | 33   |        |
| DNF | Michel Rougerie      | Yamaha            | val               | 17   |        |
| DNF | Giuseppe Consalvi    | Yamaha            |                   | 34   |        |
| DNF | Tapio Virtanen       | Yamaha            |                   | 20   |        |
| DNF | Roland Freymond      | Yamaha            |                   | 35   |        |
| DNF | Raymond Roche        | Yamaha            |                   | 31   |        |
| DNF | Christian Sarron     | Yamaha            |                   | 18   |        |
| DNF | Karl Auer            | Yamaha            |                   | 26   |        |
| DNF | Jean-Claude Meilland | Yamaha            | val               | 16   |        |
| DNF | Mario Lega           | Bakker-Morbidelli | Bakker-Morbidelli | 21   |        |
| DNF | Sven Andersson       | Yamaha            |                   | 23   |        |
| DNF | Markku Matikainen    | Yamaha            |                   | 30   |        |
| DNF | Pentti Korhonen      | Yamaha            |                   | 36   |        |
| DNF | Franco Uncini        | Harley-Davidson   | Harley-Davidson   | 24   | val    |
| DNQ | Etienne Geeraerdt    | Yamaha            |                   | 40   |        |
| DNQ | Philippe Bouzanne    | Yamaha            |                   | 44   |        |
| DNQ | Víctor Palomo        | Yamaha            |                   | 46   |        |
| DNQ | Alex George          | Yamaha            |                   | 47   |        |
| DNQ | Leif Gustafsson      | Yamaha            |                   | 61   |        |
| DNQ | Walter Villa         | Harley-Davidson   | Harley-Davidson   | 65   |        |

## 250 cc
In Frankrijk stonden de Kawasaki's van Akihiko Kiyohara en Barry Ditchburn op de eerste twee startplaatsen, terwijl Mick Grant ook aan het team was toegevoegd, maar hij moest vanaf de zesde rij starten. Het werd echter een debacle voor Kawasaki: Kiyohara had de eerste plaats net overgenomen van Ditchburn toen deze van zijn motor werd gelanceerd. Drie ronden later gaf Kiyohara op met een gebroken krukas. Jon Ekerold nam de leiding over en Mick Grant was goed naar voren gekomen en reed achter hem, toen zijn ketting brak. Er kwamen geen Kawasaki's aan de finish. Alan North won het gevecht om de tweede plaats van Victor Soussan, die derde werd, en Mario Lega. Op het podium speelde zich een familiefeestje af: Alan North was getrouwd met Karen, de zus van Jon Ekerold.

### Uitslag 250 cc
| Pos | Coureur             | Merk            | Tijd       | Grid | Punten |
| --- | ------------------- | --------------- | ---------- | ---- | ------ |
| 1   | Jon Ekerold         | Yamaha          | 46' 29" 19 | 17   | 15     |
| 2   | Alan North          | Yamaha          | +6" 05     | 11   | 12     |
| 3   | Vic Soussan         | Yamaha          | +6" 70     | 8    | 10     |
| 4   | Mario Lega          | Morbidelli      | +7" 12     | 21   | 8      |
| 5   | Guy Bertin          | Yamaha          | +16" 86    | 10   | 6      |
| 6   | Bruno Kneubühler    | Yamaha          | +19" 78    | 25   | 5      |
| 7   | Tom Herron          | Yamaha          | +22" 99    | 6    | 4      |
| 8   | Takazumi Katayama   | Yamaha          | +24" 63    | 2    | 3      |
| 9   | Eero Hyvärinen      | Yamaha          | +34" 16    | 9    | 2      |
| 10  | John Dodds          | Yamaha          | +38" 71    | 12   | 1      |
| 11  | Eric Saul           | Yamaha          | +39" 75    | 28   |        |
| 12  | Olivier Chevallier  | Yamaha          | +40" 17    | 14   |        |
| 13  | Pekka Nurmi         | Yamaha          | +46" 99    | 19   |        |
| 14  | Jean-Claude Hogrel  | Yamaha          | +1' 10" 46 | 24   |        |
| 15  | Clive Horton        | Yamaha          | +1' 10" 76 | 22   |        |
| 16  | Alain Béraud        | Yamaha          | +1' 11" 43 | 32   |        |
| 17  | Pascal Renaudat     | Harley-Davidson | +1' 31" 37 | 27   |        |
| 18  | Roland Faesser      | Yamaha          | +1' 31" 66 | 33   |        |
| 19  | Franco Solaroli     | Yamaha          | +1' 33" 04 | 34   |        |
| 20  | Ken Nemoto          | Yamaha          | +1' 42" 74 | 30   |        |
| 21  | Pierre Guy          | Yamaha          | +2' 06" 85 | 29   |        |
| 22  | Bruno Briquet       | Yamaha          | +2' 13" 25 | 36   |        |
| 23  | Walter Villa        | Harley-Davidson | +3 ronden  | 26   |        |
| 24  | Guy Battesti        | Yamaha          | +4 ronden  | 35   |        |
| DNF | Barry Ditchburn     | Kawasaki        | val        | 1    |        |
| DNF | Akihiro Kiyohara    | Kawasaki        | krukas     | 3    |        |
| DNF | Christian Sarron    | Yamaha          |            | 4    |        |
| DNF | Aldo Nannini        | Yamaha          |            | 5    |        |
| DNF | Michel Frutschi     | Yamaha          | val        | 7    |        |
| DNF | Franco Uncini       | Harley-Davidson |            | 13   |        |
| DNF | Mick Grant          | Kawasaki        | ketting    | 15   |        |
| DNF | Jean-François Baldé | Yamaha          |            | 18   |        |
| DNF | Denis Boulom        | Yamaha          |            | 31   |        |
| DNF | Pentti Korhonen     | Yamaha          |            | 20   |        |
| DNF | Philippe Bouzanne   | Yamaha          |            | 23   |        |
| DNF | Patrick Pons        | Yamaha          |            | 16   |        |
| DNQ | Etienne Geeraerdt   | Yamaha          |            | 39   |        |
| DNQ | Chas Mortimer       | Yamaha          |            | 40   |        |
| DNQ | Tapio Virtanen      | Yamaha          |            | 43   |        |
| DNQ | Víctor Palomo       | Yamaha          |            | 56   |        |
| DNQ | Pierluigi Conforti  | Morbidelli      |            | 60   |        |
| DNQ | Harald Bartol       | Yamaha          |            | 66   |        |
| DNQ | Leif Gustafsson     | Yamaha          |            | 67   |        |
| DNQ | Giovanni Ziggiotto  | Yamaha          |            | 77   |        |
| DNQ | Patrick Plisson     | Yamaha          |            | 79   |        |
| DNQ | Christian Bourgeois | Yamaha          |            | 96   |        |

## 125 cc
In Frankrijk probeerde Pier Paolo Bianchi zelf maar voor wat spanning te zorgen door Eugenio Lazzarini even op kop te laten rijden. Toen Bianchi echter gas gaf won hij weer onbedreigd. Lazzarini werd tweede en Harold Bartol (Morbidelli) derde. Ángel Nieto had zich niet eens kunnen kwalificeren doordat in eerste training zijn Bultaco stuk ging en de tweede training nat was.

### Uitslag 125 cc
| Pos | Coureur                 | Merk       | Tijd       | Grid | Punten |
| --- | ----------------------- | ---------- | ---------- | ---- | ------ |
| 1   | Pier Paolo Bianchi      | Morbidelli | 43' 08" 68 | 1    | 15     |
| 2   | Eugenio Lazzarini       | Morbidelli | +17" 34    | 2    | 12     |
| 3   | Harald Bartol           | Morbidelli | +1' 16" 57 | 3    | 10     |
| 4   | Gert Bender             | Bender     | +1' 47" 51 | 13   | 8      |
| 5   | Jean-Louis Guignabodet  | Morbidelli | +1' 48" 88 | 8    | 6      |
| 6   | Giovanni Ziggiotto      | Morbidelli | +1' 50" 81 | 7    | 5      |
| 7   | Sauro Pazzaglia         | Morbidelli | +1' 51" 35 | 14   | 4      |
| 8   | Julien van Zeebroeck    | Morbidelli | +2' 03" 09 | 9    | 3      |
| 9   | Maurizio Massimiani     | Morbidelli | +2' 03" 72 | 17   | 2      |
| 10  | Pierluigi Conforti      | Morbidelli | +2' 07" 34 | 6    | 1      |
| 11  | Walter Koschine         | Morbidelli | +2' 23" 58 | 20   |        |
| 12  | Yves Dupont             | Morbidelli | +2' 27" 29 | 10   |        |
| 13  | Matti Kinnunen          | Morbidelli | +1 ronde   | 4    |        |
| 14  | Thierry Noblesse        | Morbidelli | +1 ronde   | 19   |        |
| 15  | François Granon         | Morbidelli | +1 ronde   | 31   |        |
| 16  | Enrico Cereda           | Morbidelli | +1 ronde   | 30   |        |
| 17  | Patrick Hérouard        | Morbidelli | +1 ronde   | 26   |        |
| 18  | Horst Seel              | Seel       | +1 ronde   | 22   |        |
| 19  | Ernst Fagerer           | Morbidelli | +1 ronde   | 28   |        |
| 20  | Laurent Gomis           | Morbidelli | +1 ronde   | 34   |        |
| 21  | Claude Gorry            | Morbidelli | +1 ronde   | 21   |        |
| 22  | Luigi Rinaudo           | Morbidelli | +1 ronde   | 29   |        |
| 23  | Gilles Delente          | Morbidelli | +1 ronde   | 36   |        |
| 24  | Patrick Galland         | Morbidelli | +1 ronde   | 33   |        |
| 25  | Hagen Klein             | Morbidelli | +1 ronde   | 35   |        |
| 26  | Werner Schmied          | Rotax      | +1 ronde   | 38   |        |
| 27  | Guido Mancini           | Morbidelli | +1 ronde   | 24   |        |
| DNF | Toni Mang               | Morbidelli |            | 5    |        |
| DNF | Pieraldo Cipriani       | Morbidelli |            | 11   |        |
| DNF | Per-Edvard Carlsson     | Morbidelli | val        | 12   |        |
| DNF | Stefan Dörflinger       | Morbidelli |            | 15   |        |
| DNF | Jacky Hutteau           | Morbidelli |            | 25   |        |
| DNF | Italo Zerbini           | Morbidelli |            | 27   |        |
| DNF | Xaver Tschannen         | Bender     |            | 16   |        |
| DNF | Auno Hakala             | Morbidelli |            | 37   |        |
| DNF | Ermanno Giuliano        | Morbidelli |            | 32   |        |
| DNF | Claude Willette         | Morbidelli |            | 23   |        |
| DNF | Marc-Antoine Constantin | Morbidelli |            | 18   |        |
| DNQ | Jan Ubels               | Buton      |            | 45   |        |
| DNQ | Ángel Nieto             | Bultaco    |            | 49   |        |
| DNQ | János Drapál            | Morbidelli |            | 54   |        |

## Zijspanklasse
In Frankrijk had Rolf Steinhausen zijn König-blok vervangen door een Yamaha. Omdat bakkenist Josef Huber bij een verkeersongeval gewond was geraakt had hij een vervanger: Erich Haselbeck, de bakkenist van Otto Haller. Deze noodoplossing werkte echter niet: nieuwe motor, nieuwe bakkenist en regen in de trainingen beletten Steinhausen zich te kwalificeren voor de race. Rolf Biland/Kenneth Williams waren uiteraard favoriet, maar zij moesten al na de eerste ronde naar de pit en later zelfs helemaal opgeven. Daardoor werd een kleine mijlpaal mogelijk: de eerste Franse overwinning in de zijspanklasse van Alain Michel en Gérard Lecorre. George O'Dell/Kenny Arthur werden tweede en Helmut Schilling/Rainer Gundel (ARO-Schmid-Yamaha) werden derde. O'Dell nam met zijn tweede plaats de leiding in het wereldkampioenschap over van Biland.

### Uitslag zijspanklasse
| Pos | Coureur              | Bakkenist                 | Merk          | Tijd       | Punten |
| --- | -------------------- | ------------------------- | ------------- | ---------- | ------ |
| 1   | Alain Michel         | Gérard Lecorre            | GEP-Yamaha    | 42' 35" 36 | 15     |
| 2   | George O'Dell        | Kenny Arthur              | Seymaz-Yamaha | +35" 56    | 12     |
| 3   | Helmut Schilling     | Rainer Gundel             | Schmid-Yamaha | +44" 71    | 10     |
| 4   | Hermann Schmid       | Martial Jean-Petit-Matile | Schmid-Yamaha | +48" 00    | 8      |
| 5   | Göte Brodin          | Bengt Forsberg            | Windle-Yamaha | +48" 31    | 6      |
| 6   | Siegfried Schauzu    | Wolfgang Kalauch          | Schmid-Yamaha | +2' 07" 59 | 5      |
| 7   | Jean-François Monnin | Edouard Weber             | Seymaz-Yamaha | +2' 10" 29 | 4      |
| 8   | Yvan Trolliet        | Pierre Muller             | Yamaha        | +2' 14" 78 | 3      |
| 9   | Dick Greasley        | Mick Skeels               | Windle-Yamaha | +2' 19" 35 | 2      |
| 10  | Max Venus            | Norman Bittermann         | Eckl-König    | +2' 25" 43 | 1      |
| 11  | Michel Chevassier    | Max Gross                 | Yamaha        | +1 ronde   |        |
| 12  | Hans-Peter Hubacher  | Pudu Dubach               | Yamaha        | +1 ronde   |        |
| 13  | Ted Jansen           | Erich Schmitz             | Colyam-Yamaha | +1 ronde   |        |
| 14  | Herbert Prügl        | Johann Kußberger          | Rotax         | +1 ronde   |        |
| 15  | Marc Alexandre       | Paul Gerard               | Kova-König    | +1 ronde   |        |
| DNF | Rolf Biland          | Kenneth Williams          | Schmid-Yamaha |            |        |
| DNF | Bruno Holzer         | Karl Meierhans            | LCR-Yamaha    |            |        |
| DNF | Ernst Trachsel       | "Agner"                   | Schmid-Yamaha |            |        |
| DNF | Werner Schwärzel     | Andreas Huber             | ARO-Fath      |            |        |
| DNQ | Rolf Steinhausen     | Erich Haselbeck           | Busch-Yamaha  |            |        |

1920 · 1921 · 1922 · 1923 · 1924 · 1925 · 1926 · 1927 · 1928 · 1929 · 1930 · 1931 · 1932 · 1933 · 1935 · 1936 · 1937 · 1938 · 1939 · 1949 · 1951 ·  1953 · 1954 · 1955 · 1958 · 1959 · 1960 · 1961 · 1962 · 1963 · 1964 · 1965 · 1966 · 1967 · 1969 · 1970 · 1972 · 1973 · 1974 · 1975 · 1976 · 1977 · 1978 · 1979 · 1980 · 1981 · 1982 · 1983 · 1984 · 1985 · 1986 · 1987 · 1988 · 1989 · 1990 · 1991 · 1992 · 1994 · 1995 · 1996 · 1997 · 1998 · 1999 · 2000 · 2001 · 2002 · 2003 · 2004 · 2005 · 2006 · 2007 · 2008 · 2009 · 2010 · 2011 · 2012 · 2013 · 2014 · 2015 · 2016 · 2017 · 2018 · 2019 · 2020 · 2021 · 2022 · 2023 · 2024 · 2025